# Josef Meixner (Physiker)
Josef Meixner (* 24. April 1908 in Percha (Starnberg); † 19. März 1994 in Aachen) war ein deutscher theoretischer Physiker.

## Leben
Meixner studierte von 1926 bis 1931 Mathematik und Physik an der Universität München, wo er im April 1931 die Staatsprüfung für das Höhere Lehrfach in diesen Fächern ablegte und im Juni 1931 bei Arnold Sommerfeld in theoretischer Physik mit einer Arbeit zur Wellenmechanik promoviert wurde. Anschließend arbeitete er als wissenschaftliche Hilfskraft der Universität München und ab 1934 als wissenschaftlicher Assistent am Institut für Theoretische Physik der Universität Gießen, wo er 1936 habilitierte und als Privatdozent einen Lehrauftrag für Theoretische Physik erhielt. Nach verschiedenen Lehrstuhlvertretungen unter anderem an der Technischen Hochschule Berlin wurde er vom Reichsministerium für Wissenschaft, Erziehung und Volksbildung (REM) in Berlin zum 1. Dezember 1942 als außerplanmäßiger Professor für Theoretische Physik an der RWTH Aachen bestellt. 1948 wurde er dort zum ordentlichen Professor ernannt, wo er bis zu seiner Emeritierung 1974 lehrte und forschte.
Meixner ist heute vor allem für die nach ihm benannten speziellen Funktionen der mathematischen Physik bekannt (Meixner-Polynome, Meixner-Pollaczek-Polynome) und für seine Arbeiten über Sphäroidfunktionen und Mathieusche Funktionen. Er befasste sich unter anderem mit Thermodynamik der irreversiblen Prozesse, wo er 1943 frühe wichtige Arbeiten publizierte. In den 1950er Jahren gab er auf Wunsch seines Lehrers Sommerfeld mit Fritz Bopp die Neuauflagen von Sommerfelds berühmten Vorlesungen über theoretische Physik heraus.
Josef Meixner fand seine letzte Ruhestätte auf dem Aachener Westfriedhof.

## Schriften
- mit F. W. Schäfke: Mathieusche Funktionen und Sphäroidfunktionen. Springer-Verlag, 1954
- mit F. W. Schäfke und Gerhard Wolf: Mathieu Functions and Spheroidal Functions and their Mathematical Foundations: Further Studies. Springer Verlag, 1980
- mit H.G. Reik: Die Thermodynamik der irreversiblen Prozesse in kontinuierlichen Medien mit inneren Umwandlungen. in Siegfried Flügge (Herausgeber): Handbuch der Physik. Bd. III/2, 1959
- Zur Thermodynamik der irreversiblen Prozesse in: Zeitschrift für Physikalische Chemie, Bd. 53, 1943, S. 235–263
- Zur Thermodynamik der irreversiblen Prozesse in Gasen mit chemisch reagierenden und anregbaren Komponenten in: Annalen der Physik, Bd. 43, 1943, S. 244–270
- Orthogonale Polynomsysteme mit einer besonderen Gestalt der erzeugenden Funktion. Journal London Mathematical Society, Bd. 9, 1934, S. 6–13
- Die Greensche Funktion des wellenmechanischen Keplerproblems, Mathematische Zeitschrift Bd. 36, 1933, S. 677–707